# Серджо Мартіні
Серджіо Мартини (італ. Sergio Martini; 29 липня 1949, Ліззанелла) — італійський альпініст, який є сьомою людиною на Землі, що виборов  Корону Гімалаїв і Каракоруму — підкоривши всі 14 піків висотою понад 8000 метрів.
Його першим восьмитисячником стала K2. Разом з іншим італійцем Фаусто ді Стефані (Fausto De Stefani) був негативним героєм скандалу з отриманням Корони Гімалаїв. Виявилося, що їх сходження на Лхоцзе 15 жовтня 1997 р. — брехня. Корейський альпініст, що піднімався за ними, стверджував, що вони повернули не — як стверджують — в 10 метрах від зрадницького вершинного навісу, а приблизно в 150 метрах нижче вершини. Ді Стефані наполягав на своєму твердженні, в той час як Мартіні приєднався навесні 2000 року до групи  Петра Пустельника з тим, щоб зійти на цю вершину повторно, цього разу до самого кінця, свідками чого були словенські альпіністи Франк Пепевнік (Franc Pepevnik) та Мілан Роміх (Milan Romih).